# Metallata alacris
Metallata alacris är en fjärilsart som beskrevs av Walker 1865. Metallata alacris ingår i släktet Metallata och familjen nattflyn. Inga underarter finns listade i Catalogue of Life.